# アンデレ
アンデレは、新約聖書に登場するイエスの使徒の一人。シモン・ペトロの兄弟であるとされている。西方教会、東方教会ともに聖人で記念日（聖名祝日）は11月30日。

## 概要
「アンデレ」の表記は、先に聖書を翻訳した中国語の安得烈（アンデリェ）からとも、格変化語尾をはずして名詞幹のみにした日本語聖書の慣用表記とも考えられて、ギリシア語での主格表記はアンドレアス（Ανδρέας）。
英語ではアンドルー（Andrew）、フランス語ではアンドレ (André)、ドイツ語ではアンドレアス (Andreas) 、スペイン語ではアンドレス (Andres)、イタリア語ではアンドレア (Andrea)、ロシア語ではアンドレイ（Андрей）、ウクライナ語ではアンドリーイ（Андрій）、ハンガリー語ではアンドラーシュ（András）またはエンドレ（Endre）、チェコ語ではオンドジェイ（Ondřej）、スロバキア語ではオンドレイ（Ondrej）。
『マルコによる福音書』によると、兄弟ペトロと共にガリラヤ湖で漁をしていたときに初めにイエスに声をかけられ、弟子となった。弟子のリストの中でもペトロ、ヤコブ、ヨハネについで4番目にあげられている。
『ヨハネによる福音書』では、シモン・ペトロとアンデレの兄弟はもともと洗礼者ヨハネの弟子であったが、イエスを「神の子羊だ」というヨハネの言葉を聞いてイエスに従ったことになっている。他には、五千人にイエスが食べ物を与える物語では、アンデレはパンと魚を持った少年を連れてきてイエスに紹介し、食べ物が増える奇跡を導く役割を果たしている。また、ギリシャ人がイエスに会いにきたときも、その間を仲介している。
エウセビオスは、オリゲネスが「アンデレは小アジアとスキタイで伝道し、黒海に沿ってヴォルガ川まで行った」と述べた、と伝えている。そのため、アンデレはルーマニアとロシアの守護聖人になった。アンデレはルーマニアではアンドレイ（Andrei）、ロシアではアンドレイ・ペルヴォズヴァーンヌィイ（Андрей Первозванный）と呼ばれる。伝説上ではアンデレはビザンティウムの最初の司教であり、そのため正教会のコンスタンディヌーポリ総主教庁は初代総主教をアンデレとしている。

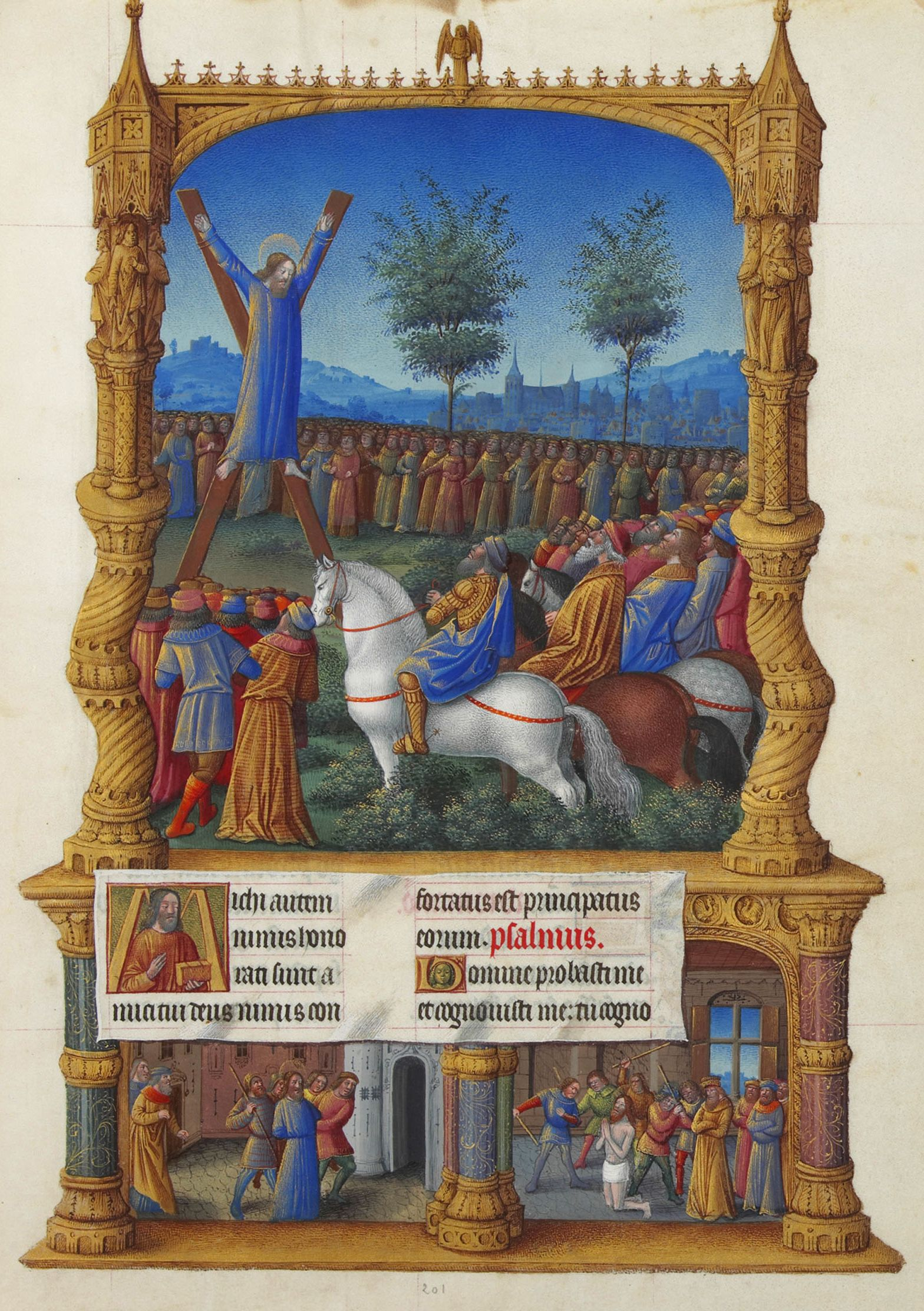
処刑される聖アンデレ（ベリー公のいとも豪華なる時祷書より）

スコットランド国旗

ロシア海軍軍艦旗

また伝承ではアンデレはギリシアのアカイア地方でX字型の十字架で処刑され、殉教したことになっており、絵画においてもしばしばX字型の十字架と共に描かれている。十二使徒のひとりとして崇敬され、カトリック教会、正教会、聖公会などで聖人とされる。前述したロシアとルーマニアのほか、スコットランドとギリシャでも守護聖人とされており、アンデレが処刑されたとされるX字型の十字架は「アンデレの十字架」と呼ばれ、アンデレを守護聖人とする人物や団体の旗や紋章に採り上げられる。スコットランドの国旗「聖アンドルー旗」（セント・アンドルー・クロス、青地に白）、ロシア海軍の軍艦旗「聖アンドレイ旗」（白地に青）などが有名である。ロシアでは「聖アンドレイの守護勲章（орден Святого Андрея Первозванного）」と呼ばれる勲章も存在する。
ブルゴーニュ公フィリップ善良公はアンデレを守護聖人とする金羊毛騎士団を設立し、白地に赤色の聖アンデレ十字を騎士団及び公国の旗として用いた。この旗は騎士団を継承したスペイン及び同領ネーデルランドで使われた。